# 9. Arany Málna-gála
A 9. Arany Málna-gálán (Razzies) – az Oscar-díj-átadó paródiájaként – az amerikai filmipar 1988. évi legrosszabb alkotásait, alkotóit díjazták kilenc kategóriában. A díjazottak megnevezésére 1988. március 29-én, a 61. Oscar-gála estéjén került sor a Hollywood Palace éjszakai mulatóban.
Az előző év alkotásai közül Peter MacDonald akciófilmje, a Rambo III., és Michael Dinner vígjátéka, a Sürgető ügető kapta a legtöbb jelölést (5-5), azonban csak az előbbi főszereplője, Sylvester Stallone kapott „elismerést”. 4-4 jelöléssel és 2-2 díjjal követte őket a Golfőrültek 2., a Koktél, valamint a Mac, a földönkívüli barát.

## Díjazottak és jelöltek
| „Győztes” |

| Kategória                        | „Győztesek” és jelöltek                                                                                  |
| -------------------------------- | --- |
| Legrosszabb film                 | Koktél, producer: Ted Field és Robert W. Cort (Touchstone Pictures)                                      |
| Legrosszabb film                 | Golfőrültek 2., producer: Neil Canton, Jon Peters és Peter Guber (Warner Bros.)                          |
| Legrosszabb film                 | Sürgető ügető, producer: Steve Tisch (Warner Bros.)                                                      |
| Legrosszabb film                 | Mac, a földönkívüli barát, producer: R.J. Louis (Orion Pictures)                                         |
| Legrosszabb film                 | Rambo III., producer: Buzz Feitshans (TriStar Pictures)                                                  |
| Legrosszabb férfi főszereplő     | Sylvester Stallone – Rambo III.                                                                          |
| Legrosszabb férfi főszereplő     | Tom Cruise – Koktél                                                                                      |
| Legrosszabb férfi főszereplő     | Bobcat Goldthwait – Sürgető ügető                                                                        |
| Legrosszabb férfi főszereplő     | Jackie Mason – Golfőrültek 2.                                                                            |
| Legrosszabb férfi főszereplő     | Burt Reynolds – Bérelj zsarut! és Szemenszedett szenzáció                                                |
| Legrosszabb női főszereplő       | Liza Minnelli – Arthur 2. és Bérelj zsarut!                                                              |
| Legrosszabb női főszereplő       | Rebecca De Mornay – És Isten megteremté a nőt                                                            |
| Legrosszabb női főszereplő       | Whoopi Goldberg – The Telephone                                                                          |
| Legrosszabb női főszereplő       | Cassandra Peterson – Elvira, a sötét hercegnő                                                            |
| Legrosszabb női főszereplő       | Vanity – Jackson, a vadállat                                                                             |
| Legrosszabb férfi mellékszereplő | Dan Aykroyd – Golfőrültek 2.                                                                             |
| Legrosszabb férfi mellékszereplő | Billy Barty – Willow                                                                                     |
| Legrosszabb férfi mellékszereplő | Richard Crenna – Rambo III.                                                                              |
| Legrosszabb férfi mellékszereplő | Harvey Keitel – Krisztus utolsó megkísértése                                                             |
| Legrosszabb férfi mellékszereplő | Christopher Reeve – Szemenszedett szenzáció                                                              |
| Legrosszabb női mellékszereplő   | Kristy McNichol – Vágyak találkozása                                                                     |
| Legrosszabb női mellékszereplő   | Eileen Brennan – Harisnyás Pippi legújabb kalandjai                                                      |
| Legrosszabb női mellékszereplő   | Daryl Hannah – Pajzán kísértetek                                                                         |
| Legrosszabb női mellékszereplő   | Mariel Hemingway – Naplemente                                                                            |
| Legrosszabb női mellékszereplő   | Zelda Rubinstein – Kopogó szellem 3.                                                                     |
| Legrosszabb rendező              | Blake Edwards – Naplemente (megosztva) Stewart Raffill – Mac, a földönkívüli barát (megosztva)           |
| Legrosszabb rendező              | Michael Dinner – Sürgető ügető                                                                           |
| Legrosszabb rendező              | Roger Donaldson – Koktél                                                                                 |
| Legrosszabb rendező              | Peter MacDonald – Rambo III.                                                                             |
| Legrosszabb forgatókönyv         | Koktél, forgatókönyv: Heywood Gould                                                                      |
| Legrosszabb forgatókönyv         | Sürgető ügető, forgatókönyv: Steven Neigher & Hugo Gilbert és Charlie Peters                             |
| Legrosszabb forgatókönyv         | Mac, a földönkívüli barát, írta: Stewart Raffill és Steve Feke                                           |
| Legrosszabb forgatókönyv         | Rambo III., írta: Sylvester Stallone és Sheldon Lettich, a David Morrell által alkotott karakter alapján |
| Legrosszabb forgatókönyv         | Willow, forgatókönyv: Bob Dolman, George Lucas ötlete alapján                                            |
| Legrosszabb új sztár             | Ronald McDonald (a bohóc figura) – Mac, a földönkívüli barát                                             |
| Legrosszabb új sztár             | Don (a beszélő ló) – Sürgető ügető                                                                       |
| Legrosszabb új sztár             | Tami Erin – Harisnyás Pippi legújabb kalandjai                                                           |
| Legrosszabb új sztár             | Robi Rosa – Salsa                                                                                        |
| Legrosszabb új sztár             | Jean-Claude Van Damme – Véres játék                                                                      |
| Legrosszabb „eredeti” dal        | Golfőrültek 2. „Jack Fresh” című dala, írta és előadja: Full Force együttes                              |
| Legrosszabb „eredeti” dal        | Johnny, a tökéletes „Skintight” című dala, írta és előadja: Ted Nugent                                   |
| Legrosszabb „eredeti” dal        | Rémálom az Elm utcában 4.: Az álmok ura „Therapist” című dala, írta és előadja: Vigil együttes           |

## A kategóriákban előforduló filmek
| Jelölés | Díj | Magyar cím                              | Eredeti cím                                   |
| ------- | --- | --------------------------------------- | --------------------------------------------- |
| 5       | 1   | Rambo III.                              | Rambo III                                     |
| 5       | 0   | Sürgető ügető                           | Hot to Trot                                   |
| 4       | 2   | Golfőrültek 2.                          | Caddyshack II                                 |
| 4       | 2   | Koktél                                  | Cocktail                                      |
| 4       | 2   | Mac, a földönkívüli barát               | Mac and Me                                    |
| 2       | 1   | Bérelj zsarut!                          | Rent-A-Cop                                    |
| 2       | 1   | Naplemente                              | Sunset                                        |
| 2       | 0   | Harisnyás Pippi legújabb kalandjai      | The New Adventures of Pippi Longstocking      |
| 2       | 0   | Szemenszedett szenzáció                 | Switching Channels                            |
| 2       | 0   | Willow                                  | Willow                                        |
| 1       | 1   | Arthur 2.                               | Arthur 2: On the Rocks                        |
| 1       | 1   | Vágyak találkozása                      | Two Moon Junction                             |
| 1       | 0   | Elvira, a sötét hercegnő                | Elvira, Mistress of the Dark                  |
| 1       | 0   | És Isten megteremté a nőt               | And God Created Woman                         |
| 1       | 0   | Jackson, a vadállat                     | Action Jackson                                |
| 1       | 0   | Johnny, a tökéletes                     | Johnny Be Good                                |
| 1       | 0   | Krisztus utolsó megkísértése            | The Last Temptation of Christ                 |
| 1       | 0   | Kopogó szellem 3.                       | Poltergeist III                               |
| 1       | 0   | Pajzán kísértetek                       | High Spirits                                  |
| 1       | 0   | Rémálom az Elm utcában 4.: Az álmok ura | A Nightmare on Elm Street 4: The Dream Master |
| 1       | 0   | Salsa                                   | Salsa                                         |
| 1       | 0   |                                         | The Telephone                                 |
| 1       | 0   | Véres játék                             | Bloodsport                                    |